# Twisted Love (film, 2006)
Pour les articles homonymes, voir Twisted Love.
Twisted Love est un film d'action tchèque réalisé par Lloyd A. Simandl, sorti en 2006.

## Synopsis
Un groupe de belles jeunes femmes sont en route pour participer à un concours de modèles, mais se retrouvent bloquées lorsque leur camionnette tombe en panne. Leurs problèmes ne font que commencer car elles se trouvent près d'un château médiéval où l'on met les femmes aux enchères.

## Fiche technique
- Titre : Twisted Love : Bound Heat
- Réalisateur : Lloyd A. Simandl
- Scénario : Lloyd A. Simandl et Anne Wallace
- Musique : Chris Jones
- Pays d'origine :  République tchèque
- Format : Couleurs
- Genre : Film d'action
- Durée : 90 minutes
- Date de sortie : 2006

## Distribution
- Andrea Nemcova : Luara
- Michaela Jodlova : Nataly
- Katrina Henesova : Yana
- Deny Moor
- Tereza Dvoráková
- Nikol Bogdanova
- Irena Mesickova
- Monika Weiglova
- Marie Veckova